# Micromyrtus helmsii
Micromyrtus helmsii là một loài thực vật có hoa trong Họ Đào kim nương. Loài này được (F.Muell. & Tate) J.W.Green mô tả khoa học đầu tiên năm 1980.